# Poisson soluble

Poisson soluble est un livre écrit par André Breton (1896-1966) en 1924. Il est constitué de trente et un poèmes en prose et accompagne initialement la publication du Manifeste du surréalisme. Alors que le texte théorique était considéré comme une préface au recueil, c'est finalement le Manifeste qui a obtenu le plus de succès, si bien que Poisson soluble a surtout été lu comme illustration de la théorie surréaliste. Les deux textes sont désormais édités séparément. 

## Contexte
André Breton et Philippe Soupault ont créé le principe de l'écriture automatique en 1919, avec la conception du livre Les Champs magnétiques. De même qu'une grande partie des poèmes de Clair de terre, écrits à la même période, les textes de Poisson soluble se lisent dans le cadre de cette technique surréaliste. 
Les textes sont composés au printemps 1924 et publiés en octobre aux Éditions du Sagittaire.

## Contenu
Le cadre générique du recueil est « flou », selon la critique Sophie Ménard. Poèmes en prose, textes automatiques, contes étranges ou « historiettes », diverses appellations peuvent qualifier les trente et un textes qui le composent.

## Postérité
Le recueil a souvent été lu comme illustration du premier Manifeste du surréalisme, et n'a pas suscité autant de postérité que Les Champs magnétiques, ce dernier étant l'œuvre fondatrice de l'écriture automatique.
Le poème 27, commençant par « Il y avait une fois un dindon et une digue », a néanmoins fait l'objet de nombreux commentaires, parmi lesquelles ceux de Laurent Jenny, Jean-Michel Adam, Michaël Riffaterre et Sophie Ménard.